# Try Again
"Try Again" é uma canção da cantora norte-americana Aaliyah, gravada para a trilha sonora do filme Romeo Must Die (2000). Após seu lançamento inicial, foi incluída como faixa bônus nas edições internacionais do terceiro e último álbum da cantora (2001). A canção foi escrita por Static Major e Timbaland, sendo produzida por este. Foi lançada como primeiro single oficial da trilha sonora em fevereiro de 2000, através da Blackground Records e Virgin Records. Musicalmente, é um canção R&B, electro, dance-pop e trip hop, com influências de hip hop, EDM e acid house. A introdução da faixa contém uma interpolação de "I Know You Got Soul" (1987) de Eric. B & Rakim. Liricamente, a narradora incentiva um parceiro em potencial a não desistir, apesar de que seus avanços sejam inicialmente rejeitados.
A canção recebeu aclamação dos críticos musicais pela produção futurística e inovadora. Em avaliações retrospectivas, os críticos creditaram a canção por ajudar a "incorporar as técnicas inovadoras da música dance eletrônica nas paradas americanas de música pop". Em 2001, a canção rendeu à Aaliyah uma indicação ao prêmio de Melhor Performance Vocal Feminina de R&B no Grammy Awards. Além de seu sucesso crítico, a canção obteve sucesso comercial. Nos Estados Unidos, alcançou o topo da Billboard Hot 100, tornando-se a primeira canção na história a figurar na primeira posição do gráfico dependendo apenas de airplay. Internacionalmente, "Try Again" alcançou o top dez na Austrália, Bélgico, Canadá, Dinamarca, Alemanha, Islândia, Países Baixos, Noruega, Portugal, Suíça e Reino Unido.
Um videoclipe de "Try Again" foi dirigido por Wayne Isham e combina elementos futurísticos com manobras recriadas do filme. Em adição, a co-estrela Jet Li e o produtor Timbaland aparecem no videoclipe. Após seu lançamento, o videoclipe recebeu aclamação da indústria musical, ganhando os prêmios de Melhor Videoclipe Feminino e Melhor Videoclipe de um Filme no MTV Video Music Awards de 2000. O videoclipe também foi indicado aos prêmios de Melhor Videoclipe de R&B e Maximum Vision Video no Billboard Music Video Awards de 2000. Em 2001, o videoclipe também foi indicado ao prêmio de Outstanding Music Video no NAACP Image Awards. Ao longo dos anos, os críticos elogiaram o clipe pelo estilo e coreografia, com muitos aclamando o icônico visual de Aaliyah.

## Antecedentes e lançamento
Em 1999, Aaliyah conquistou seu primeiro papel nos cinemas com o filme Romeo Must Die, lançado em 22 de março de 2000. Uma adaptação solta de Romeu e Julieta de William Shakespeare, Aaliyah estrelou junto ao artista de artes marciais Jet Li, interpretando um casal que se apaixona no meio de uma guerra entre suas famílias. O filme faturou 18.6 milhões de dólares em sua primeira semana, atingindo a segunda posição do box office, eventualmente totalizando, em escala global, 91 milhões de dólares de bilheteria. Além de atuar, Aaliyah trabalhou como produtora executiva da trilha sonora do filme, na qual ela contribuiu com quatro faixas. Aaliyah revelou que o time de produção "na verdade conversou sobre a trilha sonora antes mesmo das gravações do filme iniciarem".  "Try Again" foi gravada no Sound on Sound Studios em Nova York e foi originalmente escrita como uma canção inspiradora. De acordo com o engenheiro musical Jimmy Douglass, foi "escrita para inspirar o público mais jovem, mas Barry [Henkerson] escutou e disse pra eles, 'Tem que ser sobre amor'." Depois de todas as mudanças feitas para a canção, a melodia e o refrão permaneceram os mesmos, mas as letras eram sobre amor.
Em 18 de fevereiro de 2000, foi anunciado que "Try Again" seria lançada como primeiro single de Romeo Must Die: The Album (2000), ao passo que o videoclipe seria dirigido por Wayne Isham.

## Composição
"Try Again" é uma canção escrita por Stephen Garrett e Timothy Mosley, e produzida por Timbaland. A paisagem sonora difusa e crescente de Timbaland é influenciada pelo acid house. Yahoo! Music, formalmente conhecida como "Launch", menciona que o som da música está associado ao techno de Detroit. O canto sinuoso de Aaliyah compreende riffs vocais simples, que são repetidos e refratados para ecoar os loops manipulados que produzem o ritmo digital da música. A frase do refrão, "Se a princípio você não conseguir, então sacuda a poeira e tente novamente", é hipnoticamente repetida de uma forma semelhante à samples e manipulação vocal encontrada na música house.
De acordo com o Music Notes, a canção é composta na tonalidade de dó menor e é definida em uma fórmula de compasso de tempo comum com um tempo de 92 batidas por minuto, enquanto o alcance vocal de Aaliyah se estende de G♯3 a G♯4. Na introdução da música, Timbaland homenageia Eric B. & Rakim interpolando os versos de abertura da dupla em "I Know You Got Soul".

## Recepção da crítica
Chuck Taylor da Billboard sentiu que Aaliyah tinha outro grande sucesso em suas mãos e elogiou seu estilo vocal, dizendo "Os vocais sensuais de Aaliyah deslizam por toda a batida futurística". Quando se tratou da produção da música, ele teve uma resposta mista a ela, embora ele pensasse que a amostra de sintetizador e a caixa alternada correspondiam às expectativas para a música, ele finalmente sentiu que a amostra de sintetizador se tornava irritante conforme a música progredia.

## Prêmios
| Ano  | Prêmio                        | Categoria                                | Resultado | Ref.          |
| ---- | ----------------------------- | ---------------------------------------- | --------- | ------------- |
| 2000 | Teen Choice Award             | Choice Music - Canção do Verão           | Indicado  | [ 11 ]        |
| 2000 | Soul Train Lady of Soul Award | Melhor Single de R&B/Soul - Solo         | Indicado  | [ 12 ]        |
| 2000 | Soul Train Lady of Soul Award | Melhor Clipe de R&B/Soul ou Rap          | Indicado  | [ 13 ]        |
| 2000 | MTV Video Music Award         | Melhor Clipe Feminino                    | Venceu    | [ 14 ] [ 15 ] |
| 2000 | MTV Video Music Award         | Melhor Clipe de um Filme                 | Venceu    | [ 14 ] [ 15 ] |
| 2000 | MTV Video Music Award         | Melhor Coreografia                       | Indicado  | [ 14 ] [ 15 ] |
| 2000 | Billboard Music Video Award   | Melhor Clipe de R&B                      | Indicado  | [ 16 ]        |
| 2000 | Billboard Music Video Award   | Maximum Vision Video                     | Indicado  | [ 16 ]        |
| 2000 | Billboard Music Award         | Top Single de Airplay do Ano             | Indicado  | [ 17 ]        |
| 2001 | Grammy Award                  | Melhor Performance Vocal Feminina de R&B | Indicado  | [ 18 ]        |
| 2001 | NAACP Image Award             | Outstanding Music Video                  | Indicado  | [ 19 ]        |
| 2001 | Soul Train Lady of Soul Award | Melhor Canção de R&B/Soul ou Rap do Ano  | Indicado  | [ 20 ]        |

## Desempenho comercial
"Try Again" estreou na Billboard Hot 100 na semana de 18 de março de 2000, na posição de número 58, eventualmente alcançando o topo da parada durante a semana de 17 de junho de 2000, tornando-se a primeira canção na história a alcançar o topo da parada dependendo apenas do airplay, haja vista que não havia sido lançada comercialmente nos Estados Unidos. Na época em que "Try Again" alcançou o topo da parada, a canção ganhou 5.5 milhões de ouvintes, atingindo, no total, 92 milhões de impressões de audiência. A canção também atingiu o topo da Hot 100 Airplay Chart, a 3ª posição na Mainstream Top 40 e a 4ª posição nas paradas Hot R&B Singles e Tracks Charts. Na parada de fim de ano de 2000, a canção alcançou a 12ª colocação.
No Reino Unido, "Try Again" estreou e obteve seu pico na 5ª posição da UK Singles Chart em 16 de julho de 2000. A canção vendeu mais de 209.000 cópias no Reino Unido, sendo assim o single mais vendido de Aaliyah na região. "Try Again" também obteve sucesso comercial em outros lugares da Europa, atingindo o top 5 das paradas na Bélgica, Países Baixos, Noruega, Suíça e Alemanha. Na Austrália, a canção alcançou a 8ª posição da ARIA Singles Chart, tornando-se a 51ª canção mais vendida no país em 2000.

## Clipe

### Sinopse
O videoclipe foi dirigido por Wayne Isham e começa com Jet Li entrando em uma sala de espelhos e Aaliyah entrando, vestindo um sutiã decotado revelador e calças de couro justas de cintura baixa, Timbaland também é mostrado. A sala é escura com uma piscina rasa e uma luz circular no centro para se assemelhar à lua brilhando sobre o oceano representado por essa piscina.

### Recepção
O videclipe de "Try Again" teve sua estreia oficial pela MTV, durante a semana de 5 de março de 2000. Na semana de 12 de março de 2000, o clipe estreou no canal VH1. Enquanto isso, na semana de 19 de março de 2000, o clipe estreou no The Box e, no mês seguinte, durante a semana de 3 de abril de 2000, o videoclipe estreou no canal BET. Em 8 de maio de 2000, o clipe foi o vídeo mais tocado no BET. Na MTV, o clipe foi o terceiro mais reproduzido no canal durante a semana de 22 de maio de 2000.

## Legado
"Try Again" ajudou a introduzir as técnicas da dance music eletrônica nas paradas pop americanas, assim como estabeleceu Aaliyah como a estrela mais futurística da música pop.

— Kelefa Sanneh, The New York Times
"Try Again" foi a primeira canção na história a atingir o topo da Billboard Hot 100 dependendo apenas da força de seu airplay nas rádios. "Try Again" foi indicada ao prêmio de Melhor Performance Vocal Feminina de R&B na 43ª edição anual do Grammy Awards, enquanto o seu videoclipe ganhou duas estatuetas no MTV Video Music Awards nas categorias de Melhor Clipe Feminino e Melhor Clipe de um Filme. A faixa também foi indicada ao prêmio de Canção do Ano na 7ª edição do Soul Train Lady of Soul Awards, entretanto, Aaliyah perdeu para a cantora gospel Yolanda Adams.
"Try Again" esteve presente na 98º colocação da lista de Canções da Década da Billboard Hot 100, ao passo que apareceu na 86ª posição da lista das 100 Melhores Canções da Década feita pela revista Rolling Stone. A revista também posicionou a faixa no 18º lugar da lista das Maiores Canções de Verão dos Anos 2000. Em 31 de Janeiro de 2005, a Pitchfork Media classificou a canção na 37ª posição da lista dos Top 100 Singles de 2000-04. A faixa alcançou a 43ª posição da lista das 100 Melhores Canções dos Anos 2000 da revista Complex, ao passo que esteve presente na 60ª colocação da lista Best of the Aughts: Singles da revista Slant. Em Setembro de 2011, a VH1 incluiu "Try Again" na sua lista das 100 Melhores Canções dos Anos 2000, na 65ª colocação. The Village Voice elegeu "Try Again" como a décima melhor canção de 2000. A publicação britânica The Daily Telegraph classificou a canção na 42ª posição da lista das 100 Canções que Definiram o Fim dos Anos 90. Em Março de 2020, a Billboard classificou a canção na 14ª posição da lista das 100 Melhores Canções de 2000. Em 2002, George Michael utilizou sample de "Try Again" em seu hit "Freeek!". Em 2003, banda alemã Knorkator fez um cover da faixa em seu álbum Ich hasse Musik. Em 2013, Dr. Danny de The Mindy Project ensinou a coreografia do clipe para Mindy em um episódio da série.
Em 21 de Agosto de 2019, o Madame Tussauds de Las Vegas revelou uma estátua de cera de Aaliyah. A estátua em tamanho real foi modelada pela aparência e vestimenta de Aaliyah no clipe de "Try Again". A figura de cera foi revelada ao público pelo irmão de Aaliyah, Rashad Haughton.

## Tabelas musicais

### Tabelas semanais
| Tabelas musicais (2000)                                     | Melhor posição |
| ----------------------------------------------------------- | -------------- |
| Alemanha (Official German Charts)                           | 5              |
| Austrália (ARIA)                                            | 8              |
| Austrália - Urban (ARIA)                                    | 2              |
| Áustria (Ö3 Austria Top 40)                                 | 19             |
| Bélgica (Ultratop 50 Flanders)                              | 6              |
| Bélgica (Ultratop 50 Wallonia)                              | 5              |
| Canadá - Top Singles (RPM)                                  | 5              |
| Canadá - Dance/Urban (RPM)                                  | 2              |
| Dinamarca (IFPI)                                            | 5              |
| Escócia (OCC)                                               | 26             |
| Estados Unidos (Billboard Hot 100)                          | 1              |
| Estados Unidos - Adult R&B Airplay (Billboard)              | 35             |
| Estados Unidos - Dance Singles Sales (Billboard)            | 13             |
| Estados Unidos - Hot R&B/Hip-Hop Songs (Billboard)          | 4              |
| Estados Unidos - Latin Pop Airplay (Billboard)              | 37             |
| Estados Unidos - Mainstream R&B/Hip-Hop Airplay (Billboard) | 2              |
| Estados Unidos - Pop Airplay (Billboard)                    | 3              |
| Estados Unidos - R&B/Hip-Hop Streaming Songs (Billboard)    | 8              |
| Estados Unidos - R&B/Hip-Hop Airplay (Billboard)            | 2              |
| Estados Unidos - Radio Songs (Billboard)                    | 1              |
| Estados Unidos - Rhythmic Airplay (Billboard)               | 1              |
| Estados Unidos - Tropical Airplay (Billboard)               | 32             |
| França (SNEP)                                               | 26             |
| Irlanda (IRMA)                                              | 34             |
| Islândia (Íslenski Listinn Topp 40)                         | 5              |
| Itália (FIMI)                                               | 19             |
| Noruega (VG-lista)                                          | 5              |
| Nova Zelândia (Recorded Music NZ)                           | 13             |
| Países Baixos (Dutch Top 40)                                | 3              |
| Países Baixos (Single Top 100)                              | 3              |
| Portugal (AFP)                                              | 5              |
| Suécia (Sverigetopplistan)                                  | 15             |
| Suíça (Schweizer Hitparade)                                 | 8              |
| Reino Unido - UK Dance (OCC)                                | 4              |
| Reino Unido - UK R&B (OCC)                                  | 2              |
| Reino Unido - UK Singles (OCC)                              | 5              |
| União Europeia - European Hot 100 Singles                   | 6              |
| União Europeia - European Radio Top 50                      | 17             |

| Tabelas musicais (2021)                             | Melhor posição |
| --------------------------------------------------- | -------------- |
| Estados Unidos - Digital Song Sales (Billboard)     | 19             |
| Estados Unidos - R&B Digital Song Sales (Billboard) | 3              |
| Estados Unidos - R&B/Hip-Hop Song Sales (Billboard) | 6              |

### Tabelas de fim de ano
| Tabelas musicais (2000)                            | Melhor posição |
| -------------------------------------------------- | -------------- |
| Alemanha (Official German Charts)                  | 40             |
| Austrália (ARIA)                                   | 51             |
| Bélgica (Ultratop 50 Flanders)                     | 18             |
| Bélgica (Ultratop 50 Wallonia)                     | 39             |
| Estados Unidos (Billboard Hot 100)                 | 12             |
| Estados Unidos - Hot R&B/Hip-Hop Songs (Billboard) | 18             |
| Estados Unidos - Mainstream Top 40 (Billboard)     | 14             |
| Estados Unidos - US Rhythmic (Billboard)           | 3              |
| Dinamarca (IFPI)                                   | 34             |
| França (SNEP)                                      | 73             |
| Islândia (Íslenski Listinn Topp 40)                | 23             |
| Nova Zelândia (Recorded Music NZ)                  | 46             |
| Países Baixos (Dutch Top 40)                       | 22             |
| Países Baixos (Single Top 100)                     | 33             |
| Suécia (Sverigetopplistan)                         | 83             |
| Suíça (Schweizer Hitparade)                        | 37             |
| União Europeia - European Hot 100 Singles          | 39             |
| União Europeia - European Radio Top 100            | 46             |

### Tabelas de fim de década
| Tabelas musicais (2000-2009)       | Melhor posição |
| ---------------------------------- | -------------- |
| Estados Unidos (Billboard Hot 100) | 98             |

## Certificações
| Região | Certificado | Unidades certificadas/vendas |
| --- | ----------- | ---------------------------- |
| Alemanha (BVMI)                                                                                            | Ouro        | 250.000^                     |
| Austrália (ARIA)                                                                                           | Platina     | 70.000^                      |
| Bélgica (BEA)                                                                                              | Ouro        | 25.000*                      |
| Nova Zelândia (RMNZ)                                                                                       | Ouro        | 5.000*                       |
| Reino Unido (BPI)                                                                                          | Prata       | 200.000^                     |
| * Valores de vendas baseados apenas na certificação. ^ Números de remessa baseados apenas na certificação. |             |                              |